# Barleria sudanica
Barleria sudanica là một loài thực vật có hoa trong họ Ô rô. Loài này được (Schweinf.) Lindau mô tả khoa học đầu tiên năm 1895.